# آلووسی ناکوسی
آلووسی ناکوسی (انگلیسی: Alowesi Nakoci؛ زادهٔ ۱۸ اوت ۱۹۹۱) بازیکن راگبی ۷ نفره زن اهل فیجی است.
وی در مسابقات کشوری و بین‌المللی در مجموع برندهٔ ۱ مدال برنز شده‌است.